# Julia et Titia
La lex Julia et Titia va ser una llei establerta l'any 31 aC per August, quan eren cònsols Gai Censorí Octavià i Marc Tici el Jove.
Aquesta llei donava poder als governadors o praeses provincials pel nomenament de tutors per les dones i els menors o incapacitats que no en tenien, ja que la llei Atilia no estenia el nomenament de tutors a les províncies, i a Roma aquest poder el tenia el pretor urbà). Alguns erudits pensen que hi hauria una llei anterior (Titia de tutoribus) datada el 315 aC (o el 227 aC) i obra del tribú de la plebs Quint Tici, i una altra del temps d'August. La primera tractaria sobre la tutoria, però no a les províncies.